# أشلي آدامز
أشلي آدامز (بالإنجليزية: Ashley Adams)‏ هو لاعب رماية أسترالي، ولد في 12 أكتوبر 1955 في توومبا في أستراليا، وتوفي في 17 مارس 2015 في كوينزلاند في أستراليا.